# Chiesa del Cuore Immacolato della Vergine Maria
La chiesa parrocchiale del Cuore Immacolato della Beata Vergine Maria è un luogo di culto cattolico della diocesi suburbicaria di Albano situato nel quartiere Villa Ferrajoli ad Albano Laziale, cittadina dei Castelli Romani, in provincia di Roma.
Il progetto della chiesa, datato al 1962, è la prima realizzazione innovativa dell'architetto Sandro Benedetti, che avvia così la sua propria ricerca "sul ruolo dell'architettura sacra in rapporto alla modernità" (Ticconi), operazione stimolata dalle innovazioni liturgiche e dottrinali proposte dal Concilio Vaticano II.

## Storia
La necessità di costruire una chiesa nella zona di Villa Ferrajoli sorse alla fine degli anni Cinquanta, con la crescita tumultuosa dell'abitato di Albano, che ben presto superò i confini comunali espandendosi nel territorio della vicina Ariccia.
Nel 1960 fu costituita la parrocchia di Villa Ferrajoli, estesa a cavallo dei comuni di Albano ed Ariccia, e guidata dal parroco della collegiata di Santa Maria Assunta ad Ariccia, don Umberto Galeassi. In quello stesso anno, il neo-parroco don Umberto inaugurò una piccola cappella presso il centro sociale anziani, ed iniziò a sollecitare le autorità per la costruzione di un luogo di culto più capiente.
Con permuta del 21 luglio 1961 il Comune di Albano concesse alla parrocchia un terreno in via Virgilio. Il vescovo di Albano Raffaele Macario affidò il progetto al trentenne architetto Sandro Benedetti, che aveva appena progettato la sede centrale del Liceo classico statale Ugo Foscolo, poco distante dal sito individuato per la nuova chiesa.
Lo sbancamento del terreno iniziò il 24 giugno 1965; il 3 luglio 1965 venne posata la prima pietra dell'edificio. Nel pilastro viene posto un tubo di piombo con i dati storici e le monete dell'epoca. La costruzione venne portata avanti grazie al contributo dei parrocchiani, incluse le offerte spontanee dei bambini: anche papa Paolo VI, da cui il parroco don Umberto si recò per illustrare i lavori, offrì un contributo per la fabbrica.
Nel 1966 fu terminata la prima parte della chiesa, con la consacrazione dell'altare della cappella laterale. I lavori poterono riprendere solo dopo che fu tagliato il banco di peperino che occupava il terreno rimanente. I lavori ricominciarono nel 1970, sempre sotto la guida dell'architetto Benedetti, e procedettero speditamente: l'inaugurazione dell'aula ecclesiale fu celebrata alla presenza del vescovo Macario il 5 giugno 1971.
Il 3 settembre 1971 Paolo VI si recò in visita alla nuova chiesa, presenti il vescovo Macario ed i sindaci di Albano, Alfonso Benedetti ed Ariccia, Angelo Filosofi.
La fabbrica tuttavia non era ancora completata: nel 1972 venne inaugurata una sala-teatro annessa alla chiesa, nel 1973 l'organo Tamburini a 600 canne.
La torre campanaria, ultima parte aggiunta al complesso, è del 1973, con quattro campane intonate su la bemolle, do, mi e fa. Le campane sono state consacrate il 22 giugno 1973.
Lo storico parroco fondatore della parrocchia, monsignor Umberto Galeassi, è ancora oggi (febbraio 2013) alla guida della parrocchia.

## Descrizione

Interno

La pianta della chiesa è profondamente influenzata dalla ristrettezza del terreno disponibile per la fabbrica, ricavato in un'area già ampiamente edificata. Si presenta fondamentalmente come un'aula ecclesiale formata da moduli da sette moduli rettangolari disposti diagonalmente, da cui sporgono il presbiterio, il battistero ed una cappella laterale, concepita come luogo delle messe feriali. L'articolazione presbiterio-aula è stata spiegata dall'architetto Benedetti come
(Sandro Benedetti, Architettura Sacra oggi, p. 253, Roma 1995.)
Il presbiterio è una torre, luminosa, rispetto all'aula più buia, caratterizzata da una copertura obliqua a spiovente. Con ciò l'architetto voleva
(Sandro Benedetti, Architettura Sacra oggi, p. 254, Roma 1995.)
All'esterno, la chiesa si presenta come l'accostamento di "pannelli" laterizi separati da fenditure verticali; la facciata in particolare è giocata sullo "scarto tra torre del battistero e testata della cappella feriale tra le quali è incastonata la lastra in aggetto della pensilina d'ingresso" (Ticconi).